# Saga Drenajów
Saga Drenajów (ang. Drenai Series) – wydawana w latach 1984–2004 seria książek fantasy autorstwa Davida Gemmella. Historia, rozciągająca się na przestrzeni kilku wieków, opowiada o narodzie Drenajów, ich potyczkach z wrogami. Poszczególne części skupiają się na osobnych bohaterach, często niemających ze sobą żadnych związków.

## Książki wydane w ramach sagi
| Numer w serii (chronologicznie) | Numer w serii (według daty wydania) | Polski tytuł                     | Oryginalny tytuł                         | Polski nr ISBN         | Data polskiego wydania |
| ------------------------------- | ----------------------------------- | -------------------------------- | ---------------------------------------- | ---------------------- | ---------------------- |
| 1                               | 3                                   | Waylander                        | Waylander                                | ISBN 83-7150-373-3     | 1998                   |
| 2                               | 5                                   | W królestwie wilka               | Waylander II: In the Realm of the Wolf   | ISBN 83-7150-484-5     | 1998                   |
| 3                               | 9                                   | brak                             | Hero in the Shadows                      | brak                   | -                      |
| 4                               | 6                                   | Druss Legenda – pierwsze kroniki | The First Chronicles of Druss the Legend | ISBN 83-7150-613-9     | 2000                   |
| 5                               | 7                                   | Legenda kroczącej śmierci        | The Legend of Deathwalker                | ISBN 83-7150-831-X     | 2001                   |
| 6                               | 10                                  | brak                             | White Wolf                               | brak                   | -                      |
| 7                               | 1                                   | Legenda                          | Legend                                   | ISBN 978-83-7719-006-7 | 1996                   |
| 8                               | 2                                   | Król poza bramą                  | The King Beyond the Gate                 | ISBN 978-83-7719-008-1 | 1996                   |
| 9                               | 4                                   | W poszukiwaniu utraconej chwały  | Quest for Lost Heroes                    | ISBN 83-7150-278-8     | 1997                   |
| 10                              | 8                                   | Zimowi wojownicy                 | Winter Wariors                           | ISBN 83-7298-234-1     | 2002                   |
| 11                              | 11                                  | brak                             | The Swords of Night and Day              | brak                   | -                      |

Na anglojęzycznym rynku wydawniczym ukazały się także trzy antologie, które skupiają wszystkie książki wydane w ramach serii.

## Bohaterowie
- Waylander Zabójca (ang. Waylander the Slayer) to główny bohater książek Waylander, W królestwie wilka oraz Hero in the Shadows[1].
- Druss Legenda (ang. Druss the Legend) jest  bohaterem książek Legenda i Druss Legenda: Pierwsze kroniki, pojawia się również w książkach: Legenda kroczącej śmierci oraz The Swords of Night and Day.
- Tenaka Khan to główny bohater książki Król poza bramą.
- Skilgannon (ang. Skilgannon the Damned) to bohater dwóch powieści sagi które nie ukazały się w języku polskim.